# 酢酸銀(I)
酢酸銀(I)（さくさんぎん いち、英: silver(I) acetate）は、主に農薬として使われる感光性の物質である。タバコの煙と反応して不快臭が生まれるので、禁煙補助のチューインガムに使われている。
水への溶解度は1.02 g/100g (20 °C) である。